# Гурјевск (Калињинградска област)
Гурјевск (рус. Гурьевск) град је у Русији у Калињинградској области. Према попису становништва из 2010. у граду је живело 12431 становника.

## Становништво
| 1939. | 1959. | 1970. | 1979. | 1989. | 2002.  | 2010.  |
| ----- | ----- | ----- | ----- | ----- | ------ | ------ |
| 4.198 | 2.393 | 3.568 | 5.910 | 7.934 | 10.913 | 12.431 |